# Cá trác đỏ
Cá trác đỏ (tên khoa học Priacanthus hamrur) là một loài cá thuộc họ Cá trác.

## Mô tả
Cá đực P. hamrur có thể đạt chiều dài tối đa 45 cm. Cơ thể có màu cam sang màu đỏ hoặc bạc, hoặc bạc với các dải màu đỏ rộng. Nó thường có một hàng khoảng mười lăm đốm nhỏ đen dọc theo đường rìa. Các vây màu đỏ đến màu hồng nhạt. Vây vùng chậu là rất lớn. Vây lưng có 13-15 tia mềm. Vây đuôi có một biên độ lõm có thể là hình mặt trăng (do đó có tên thông thường). Mắt to. Miệng xiên với một hàm dưới nhô ra.
Loài này phân bố phổ biến ở Ấn Độ-Thái Bình Dương, từ Biển Đỏ và Nam Phi đến Polynesia thuộc Pháp, miền nam Nhật Bản và Australia.